# A Luz Fantástica
A Luz Fantástica (no original The Light Fantastic) é um romance de fantasia humorístico escrito por Terry Pratchett, o segundo livro da série Discworld, tendo sido publicado em 1986. O título é uma citação ao poema de John Milton  e no contexto original referindo a dançando levemente com extravagância. Os eventos desse romance são uma continuação direta aos acontecimentos do livro anterior, A Cor da Magia (The Colour of Magic), o único titulo da série a ter uma continuação.

## Resumo
Após o mago Ricewind ter caído do
abismo do Disckworld, o livro do Oitavo mago salva a sua vida e o lança de volta ao mundo. Enquanto isso, os magos de Ankh-Morpork descobrem da Morte, através de um rito, que o Disckworld vai ser logo destruído por uma enorme estrela vermelha, a não ser que o oitavo feitiços do oitavo livro seja lidos: as mais poderosas magias existentes, sendo que um desses feitiços encontra-se apenas na mente de Ricewind. Consequentemente, vários magos são liderados por para a captura de Ricewind, por Trymon, seu ex colega de classe que deseja o poder do oitavo feitiço para si.
Após Ricewind, que tinha reencontrado Duasflores, escapar deles, é evidenciado que a Grande A’Tuin, a tartaruga
gigante que carrega o Discworld, havia setado um novo curso que levava
diretamente a estrela vermelha com oito luas. Ricewind e Duasflores são acompanhados por Cohen, o bárbaro, um herói banguela e envelhecido e Bethan, uma virgem que seria sacrificada e fora salva por Cohen, como assistência de Ricewind e Twoflower.
Ricewind torna-se uma das poucas pessoas a entrar nos Domínios da Morte e sair de lá vivo, quando acha DuasFlores jogando Bridge com os Quatro Cavaleiros do Apocalipse. Ele é quase morto ao conhecer a filha adotada de Morte Ysabell, mas é salvo pela bagagem de ação rápida. O grupo se encontra com pessoas que, se antecipando ao apocalipse, estão migrando para as montanhas, (não por proteção, mas porque terão uma melhor ultima vista). Assim como esta, eles se deparam com um tipo de mercado onde as mercadorias sinistras e estranhas estão a venda e inexplicavelmente somem da próxima vez que um cliente tenta encontrá-los.  
Conforme a estrela se encontra mais próxima e os magos sobre o Disckworld tornam-se mais fracos, Trymon tentar colocar sete feitiços do Octavo em sua mente, na tentativa de salvar o mundo e ganhar poder supremo. No entanto, as magias se mostram muito fortes para ele e sua mente se torna uma porta para a “Dimensão dos Duendes”, donde estranhas e horríveis criaturas tentam escapar para a realidade. Os sete principais magos são, entretanto, transformados em pedra. Após vencer a batalha contra eles, Ricewind pode ler todos os oito feitiços em voz alta, quando então as oito luas da estrela vermelha se quebram e abre e revelam oito pequenos mundo-tartarugas que seguem seu pai A’Tuin no curso através das estrelas. O Octavo cai e é devorado pela bagagem de Duasflores
O livro termina com Duasflores e Ricewind se despedindo, já que Duasflores resolve voltar para casa, deixando-lhe a bagagem com Ricewind como presente de despedida. Ricewind decide se rematricular na universidade, acreditando que com a oitava magia fora de sua cabeça, ele será capaz de aprender magia.

## Adaptações

### Quadrinhos
A Luz Fantástica foi adaptada para os quadrinhos por Steven Ross e Joe Bennet e lançada em 1993. Foi publicada em capa dura juntamente com os quadrinhos de A Cor da Magia, sob o título de "The Discworld Graphic Novels" (ISBN 978-0-06-168596-5).

### TV
A Mob Film Company e a Sky One produziram uma minissérie combinando "A Cor da Magia" e "A Luz Fantástica", sendo transmitida no Domingo e Segunda-feira de Páscoa de 2008  nos EUA. Sr. David Jason interpretou o papel de Ricewind e foi acompanhado por David Brandley como Cohen, o Bárbaro, Sean Astin como Duasflores, Tim Curry como Trymon e Christopher Lee como Morte.
A equipe de produção recebeu fãs do Discworld para realizar a adaptação e utilizá-los com figurantes durante cenas de multidão e durante a briga do Tambor Quebrado. Os fãs foram selecionados via websites e Newsletters.